# Ramziya al-Iryani
Ramziya Abbas al-Iryani (arabiska: رمزية الإرياني), född 1954 i Iryan, död 14 november 2013 i Berlin, var en jemenitisk författare och diplomat.
Al-Iryani föddes i byn Iryan i provinsen Ibb i det nuvarande Jemen. Hon gick i skolan i Taizz och studerade sedan vid Kairos universitet i Egypten. Hon hade en kandidatexamen i filosofi och en masterexamen i arabisk litteratur.
1970-71 publicerade al-Iryani romanen Dahiyat al-Jasha, vilken anses vara den första jemenitiska roman skriven av en kvinna. Hon kom därefter att skriva ett flertal böcker för vuxna och barn. Återkommande teman i hennes böcker är kvinnors situation i ett patriarkalt samhälle, vikten av utbildning för arabiska kvinnor samt jemenitisk politik.
1980 blev Al-Iryani Jemens första kvinnliga diplomat. Utöver detta arbetade hon för en feministisk förändring av det jemenitiska samhället
Al-Iryani avled 2013 under en operation i Berlin. Hon var brorsdotter till den tidigare nordjemenitiska presidenten Abdul Rahman al-Iryani.